# Pojkowskij
Pojkowskij (ros. Пойковский) – osiedle typu miejskiego w azjatyckiej części Rosji, we wchodzącym w skład tego państwa Chanty-Mansyjskim Okręgu Autonomicznym - Jugrze, położonym na zachodniej Syberii.
Osada powstała w roku 1966 na brzegu rzeki Pojki (od której pochodzi aktualna nazwa miejscowości) jako Muszkino, od nazwiska założycieli, braci Muszkinów. Z biegiem lat kolonia nabierała znaczenia gospodarczego, w roku 1998 zwyciężając w regionalnym konkursie na najbardziej rozwiniętą osadę miejską.
Pojkowskij nie posiada praw miejskich, mimo iż (według stanu na dzień 1 stycznia 2005 roku) zamieszkiwało tam 28.852 mieszkańców. Ludność osady stanowią głównie Rosjan i inni europejscy osadnicy (np. Ukraińcy). Niewielki udział w populacji miasta mają też rdzenni mieszkańcy Okręgu - Chantowie i Mansowie.
Nazwa Pojkowskij stała się znana w 2000 r. za sprawą I międzynarodowego turnieju szachowego im. Anatolija Karpowa.